# Coerción sexual en animales
La coerción sexual entre animales, del mismo modo que entre humanos, contempla el uso de violaciones, amenazas, acoso y otras tácticas para ayudar a la copulación forzosa con otro individuo.
En la naturaleza, macho y hembra difieren en cuanto a su aptitud reproductiva óptima. Los machos prefieren maximizar el número de descendientes, y para ello es necesario también un mayor número de compañeras sexuales; las hembras, no estando siempre capacitadas para la reproducción masiva, prefieren tener menos descendientes e invertir más recursos en ellos. Debido a ello, hay generalmente más machos a disposición de las hembras que viceversa, lo que vuelve a las hembras un recurso limitado para los machos. Esto lleva a los machos adquirir evolutivamente conductas de apareamiento agresivas que incrementen su probabilidad de conseguir compañeras, aun a costa de éstas.
La coerción sexual se ha observado en numerosas especies, ya sean mamíferos, aves, insectos o peces, y ha probado poseer consecuencias profundas a nivel biológico, como la coevolución intersexual, la especiación y el dimorfismo sexual.